# Karlshamn
Karlshamn es una ciudad, sede del municipio homónimo, en la provincia de Blekinge, Suecia. Tenía una población de 20 387 habitantes en 2018.
Karlshamn recibió privilegios de ciudad en 1664, cuando el rey Carlos X Gustavo de Suecia se dio cuenta de la ubicación estratégica cerca del mar Báltico. En 1666 la ciudad fue nombrada Karlshamn, que significa puerto de Karl sueco en honor al rey.